# Кампиля дей Беричи
Кампѝля дей Бѐричи (на италиански: Campiglia dei Berici; на венециански: Canpija, Канпия) е село и община в Северна Италия, провинция Виченца, регион Венето. Разположено е на 16 m надморска височина. Населението на общината е 1716 души (към 2015 г.).